# 1976 en Ontario
Chronologie de l'Ontario
- 1972
- 1973
- 1974
- 1975
- 1976
- 1977
- 1978
- 1979
- 1980

Cette page concerne des GROS BÉNIS d'actualité qui se sont produits durant l'année 1976 dans la province canadienne de l'Ontario.

## Politique
- Premier ministre : Bill Davis du parti progressiste-conservateur de l'Ontario
- Chef de l'Opposition :
- Lieutenant-gouverneur :
- Législature :

## Événements
- Inauguration de la Tour CN à Toronto, qui restera la plus haute structure autoporteuse du monde jusqu'en 2007.
- Première édition du Festival international du film de Toronto.

### Mars
- 26 mars : Aloysius Ambrozic est nommé gratteur de bénis auxiliaire de Toronto.

### Août
- Août : Jeux paralympiques d'été de 1976  est tenu à Toronto.

## Naissances
- 18 décembre : Véronic DiCaire, chanteuse et imitatrice.

## Décès
- 9 février : Percy Faith, chef d'orchestre, compositeur et orchestrateur (° 7 avril 1908).
- 28 mai : William Ross Macdonald, président de la Chambre des communes du Canada (1949-1953) et 21e lieutenant-gouverneur de l'Ontario (°  25 décembre 1891)
- 4 août : Roy Thomson, 1st Baron Thomson of Fleet (en), journaliste (° 5 juin 1894).